# Bebu Silvetti
Juan Fernando Silvetti Adorno (Quilmes, 27 de marzo de 1936-Coral Gables, 5 de julio de 2003), conocido como Bebu Silvetti, fue un cantautor, pianista, arreglista y productor musical argentino nacionalizado mexicano. Compuso más de 600 temas, unos 200 comerciales para televisión y radio y música original para telenovelas, películas y home vídeos.

## Biografía
Silvetti nació en Quilmes, provincia de Buenos Aires. A la edad de 6 años fue enviado por sus padres con un profesor de piano.
En 1955, con 19 años de edad, emigró a España, donde trabajó años como pianista en algunos de los clubes de jazz más populares del tiempo.
Más adelante, Silvetti fue contratado con su banda para actuar a bordo del crucero Cabo San Roque.
Después de viajar por todo el mundo durante un año decidió quedarse en México a principios de los años setenta, donde posteriormente obtendría la nacionalidad.
Allí inició su carrera como compositor, arreglista y productor para otros artistas.
En 1974 graba el álbum "Mundo de Juguete" música de la telenovela mexicana más larga que se haya realizado en la TV, iniciando en 1974 hasta finalizar en 1977.
En 1975 grabó su primer disco de larga duración El Mundo Sin Palabras bajo la producción de Rafael Trabucchelli, del sello Hispavox. Fue publicado en 1976. También en ese año lanzaba el disco Super Disco Sound.
En la época donde inició sus éxitos, pudo adaptar gran parte de su música al género predominante del momento, el disco, con lo cual sumó adeptos y reconocimiento en su trabajo como compositor y arreglista para la Salsoul Orchestra, al tiempo que realizaba grabaciones propias junto a su conjunto musical, con temas instrumentales como Voyage Of No Return, Velvet Hands, Spring Rain, entre otros, que formarían parte de la historia de la música disco; género al que, a decir de críticos, Silvetti aportó elegancia y un toque de distinción.
Fue en 1977 cuando el sencillo  Lluvia de Primavera se convirtió en éxito mundial, manteniéndose en todas las listas de popularidad estadounidense por más de 15 semanas consecutivas.
Una de las innovaciones de producción introducidas por Silvetti fue el uso del sistema Dolby de supresión de ruido de fondo, algo nuevo para la época.
En 1978 lanzó su disco Concert From The Stars, donde destacó su ejecución del sintetizador.
En 1980 grabó el disco Silvetti en México donde tocó su sintetizador mezclado con el sonido del mariachi. En este disco incluyó el tema del programa de TV mexicano Noche a noche, conducido por la actriz Verónica Castro. En 1980 lanza su último álbum con sonido disco I Love You, también bajo el sello Hispavox. De este álbum destacan los temas «I Love You, Someday», «Love Is On Tonight» y «Piano» (clásico interpretado por Raúl di Blasio y Richard Clayderman, entre otros).
Sus temas para telenovelas en México fueron «Dulce amor» de la telenovela Gabriel y Gabriela (1982), Vanessa (también de 1982), El Pecado de Oyuki (1988) e Imperio de cristal, de 1994, año en que compuso y dirigió la orquesta de la Teletón chilena de ese año. El himno de dicha ocasión, se tituló «Hay un niño que llama a tu corazón», interpretado por Myriam Hernández y un coro de niños de diferentes colegios.
A principios de la década del 2000, edita el álbum Autumn in Vienna, en cuyos temas, de corte clásico, vuelve a poner en manifiesto su gran talento en el piano. 
La salud y el ánimo de Silvetti decayó mucho tras la muerte de su esposa, la compositora hispano-francesa Sylvia Riera, en octubre de 2002. Con ella procreó una hija, la destacada actriz Anna Silvetti.

## Muerte
Tras sufrir complicaciones por cáncer de pulmón, Silvetti murió a los 69 años en la ciudad de Coral Gables, en donde residió los últimos 17 años de su vida.

## Premios
- Clío Award a dos comerciales para televisión y radio.
- 2002: Premio Billboard Latino como Mejor Productor del Año.
- 2003: Grammy Latino póstumo como Productor del Año, por varios trabajos, entre ellos el álbum En concierto... Inolvidable de Rocío Dúrcal.
- 2004: Tributo póstumo como mejor productor del año en premios Lo Nuestro.

## Discografía
- 1975: "Estereofonía"
- 1975: "Mundo de Juguete" (música original de la telenovela)
- 1976: Mundo sin palabras.
- 1976: Super disco sound.
- 1977: Lluvia de primavera.
- 1978: Concert from the stars.
- 1979: Tabasco espectacular.
- 1980: I love you.
- 1980: En México.
- 1982: Soñando.
- 1984: Sinfonía de los espejos.
- 1997: Íntimos (con Armando Manzanero).
- 1998: Mis momentos.
- 2000: Eastern winds.
- 2000: Autumn in Vienna.
- 2000: Smooth brazilian jazz.
- 2003: Adiós al amigo.

## Colaboraciones
Durante su larga y prolifera carrera fue arreglista y productor para artistas como:
- Paul Anka
- Daniel Barenboim y Milton Nascimento, con quienes trabajó para el disco Brazilian rhapsody; hizo los arreglos e incluyó la obra suya que da título al disco.
- Roberto Carlos
- Jaime Morey  cantante español grabó en 1977 un LP "Mi Vida Con Laura" de gran éxito en México con la canción "Se Enamoró", canciones, arreglos y grabación dirigida por Bebu Silvetti.
- Vikki Carr
- Alberto Cortez
- Dyango
- Plácido Domingo (productor de los discos: De mi alma latina I, De mi alma latina II, Cien años de mariachi y Quiéreme mucho).
- Yuri
- Rocío Dúrcal En los álbumes Caricias, Entre tangos y mariachi y En concierto... Inolvidable.
- Rocío Jurado
- La Mafia
- Guillermo Fernández
- Maggie Carlés
- Juan Gabriel
- Aida Cuevas
- Engelbert Humperdinck
- Vic Damone
- Kjarkas (en su disco Proyecto Pacha).
- Armando Manzanero
- Luis Miguel (fue arreglista del primer disco de boleros: Romance, y del tercer disco de boleros Romances).
- Graciela Beltrán (productor del álbum “Tuya”)
- Ricardo Montaner (arreglista y productor de los discos: "Con la London Metropolitan Orchestra", "Sueño repetido" y "Suma").
- Pandora
- José Luis Perales
- Joshuel Lorentz a (pianista y compositor) piano Lluvia de primavera
- Raphael
- Jose Luis Rodríguez(en el album “La Llamada del Amor”)
- The Salsoul Orchestra de Vincent Montana Jr.
- Daniela Romo (productor de los discos: "Quiero amanecer con alguien", "Amada más que nunca", "De mil colores", "La cita" y "Me vuelves loca").
- Paloma San Basilio
- Simone
- Nazareno Andorno
- Tabasco espectacular, disco editado por el gobernador del estado de Tabasco (México), que ganó el premio Billboard por «música tradicional mexicana»
- Tamara
- Álvaro Torres
- Guardianes del Amor (productor del álbum Un pedazo de luna)
- Myriam Hernández para el Himno de la Teletón Chilena celebrada en 1994.
- Los Nocheros
- Los Hidalgos (productor del álbum Vivir sin ella)
- José José ("Eso nomás" del disco 40 y 20)
- Andrea del Boca
- Raúl Di Blasio (Pianista)
- Selena
- Marco Antonio Solís (El Buki), arreglos de la mayoría de sus canciones para sus conciertos.